# مرجان جهانگیری
مرجان جهانگیری (انگلیسی: Marjan Jahangiri؛ زادهٔ مه ۱۹۶۲) پزشک متخصص جراحی قلب اهل ایران است. وی نخستین زنی است که استاد جراحی قلب در بریتانیا و اروپا شد.
او دانش‌آموختهٔ کالج دانشگاهی لندن در مقطع کارشناسی و کارشناسی ارشد است و مدرک جراحی خود را در سال ۱۹۹۹ از دانشگاه لندن دریافت داشت.
وی در توسعهٔ روش‌های کم‌تهاجمی جراحی مشارکت داشته‌است و نخستین زنی است که در بریتانیا و اروپا به مقام استادی این رشته نائل آمده‌است.
او در سال ۲۰۱۸ برای یک تحقیق و تفحص انضباطی از مقام خود به‌طور موقت تعلیق شد، اما با حکم قاضی یک دادگاه در اوت ۲۰۱۸ به کارش بازگشت.